# Denis Tonucci
Denis Tonucci (Pesaro, 6 settembre 1988) è un calciatore italiano, difensore della Vis Pesaro.

## Caratteristiche tecniche
Difensore centrale molto duttile, può essere impiegato anche come terzino; è molto abile nel gioco aereo.

## Carriera

### Club
Cresciuto nelle giovanili del Cesena, debutta nella serie B 2006-2007, collezionando 12 presenze in due campionati nella serie cadetta. Dopo la retrocessione del 2008, rimane in forza ai romagnoli, con cui scende in campo altre 12 volte nel campionato di Lega Pro Prima Divisione concluso con la promozione della formazione bianconera.
Nell'estate 2009 passa in prestito al Piacenza, voluto dal suo ex allenatore al Cesena Fabrizio Castori. Con i biancorossi emiliani disputa 28 partite, alternandosi al centro della difesa con Angelo Iorio e Rincon, e realizza una rete nella vittoria per 4-1 sul campo del Gallipoli.
Al termine della stagione non viene riscattato dal Piacenza, e passa in comproprietà al Vicenza, sempre in Serie B. Nella prima stagione scende in campo solamente 10 volte, a causa di un serio infortunio che lo tiene lontano dal campo per quattro mesi; a fine campionato la comproprietà viene rinnovata, e con l'arrivo di Luigi Cagni guadagna il posto da titolare nella difesa berica.
Dopo la retrocessione del Vicenza in Lega Pro il giocatore torna al Cesena. Segna il suo primo gol con la maglia bianconera in occasione della partita Atalanta-Cesena di Coppa Italia.
Il 2 luglio 2013 passa a parametro zero all'Ajaccio, formazione di Ligue 1. Con i corsi non ottiene la salvezza nella massima serie, e a fine stagione si svincola grazie a una clausola del suo contratto.
Il 7 ottobre 2014 passa a titolo definitivo al Modena dove firma un contratto annuale con vincolo di contratto per altri due anni. Poco impiegato dall'allenatore Walter Novellino, nel successivo mercato invernale passa in prestito al Brescia, sempre tra i cadetti. Segna il suo primo gol con la maglia delle rondinelle all'esordio nella gara contro il Perugia persa poi per 2-1.
Rientrato al Modena, il 7 luglio firma un triennale con il Bari.
In scadenza di contratto, il 9 gennaio 2018 si trasferisce al Foggia, sempre in Serie B. Trova il suo primo gol con i foggiani il 1º maggio seguente nella partita vinta per 2-1 contro lo Spezia. Con i rossoneri gioca anche il campionato seguente, chiuso con la retrocessione in Serie C e la successiva ripartenza del club pugliese dalla Serie D. 
L'11 agosto 2019 viene ingaggiato dalla Juve Stabia, in Serie B.. Il 29 febbraio 2020 segna il suo primo gol in occasione del pareggio casalingo col Trapani (2-2).
Il 28 settembre 2020 passa a titolo temporaneo con diritto di riscatto al Catania. Il 12 2023 viene acquistato a titolo definitivo dalla Vis Pesaro.

### Nazionale
Ha militato nelle nazionali giovanili, collezionando presenze con l'Under 18, l'Under 19 e l'Under 20, oltre ad aver vestito le maglie delle rappresentative giovanili di Lega Pro e Serie B. Con la nazionale Under 20 ha disputato il Torneo Quattro Nazioni Under-20 2007-2008.

## Statistiche

### Presenze e reti nei club
Statistiche aggiornate al 21 maggio 2025.
| Stagione           | Squadra            | Campionato         | Campionato | Campionato | Coppe nazionali | Coppe nazionali | Coppe nazionali | Coppe continentali | Coppe continentali | Coppe continentali | Altre coppe | Altre coppe | Altre coppe | Totale | Totale |
| Stagione           | Squadra            | Comp               | Pres       | Reti       | Comp            | Pres            | Reti            | Comp               | Pres               | Reti               | Comp        | Pres        | Reti        | Pres   | Reti   |
| ------------------ | ------------------ | ------------------ | ---------- | ---------- | --------------- | --------------- | --------------- | ------------------ | ------------------ | ------------------ | ----------- | ----------- | ----------- | ------ | ------ |
| 2006-2007          | Cesena             | B                  | 5          | 0          | CI              | 0               | 0               | -                  | -                  | -                  | -           | -           | -           | 5      | 0      |
| 2007-2008          | Cesena             | B                  | 7          | 0          | CI              | 1               | 0               | -                  | -                  | -                  | -           | -           | -           | 8      | 0      |
| 2008-2009          | Cesena             | C1                 | 12         | 0          | CI              | 2               | 2               | -                  | -                  | -                  | -           | -           | -           | 14     | 2      |
| 2009-2010          | Piacenza           | B                  | 28         | 1          | CI              | 1               | 0               | -                  | -                  | -                  | -           | -           | -           | 29     | 1      |
| 2010-2011          | Vicenza            | B                  | 9          | 0          | CI              | 2               | 1               | -                  | -                  | -                  | -           | -           | -           | 11     | 1      |
| 2011-2012          | Vicenza            | B                  | 27         | 0          | CI              | 1               | 0               | -                  | -                  | -                  | -           | -           | -           | 28     | 0      |
| Totale Vicenza     | Totale Vicenza     | Totale Vicenza     | 36         | 0          |                 | 3               | 1               |                    | -                  | -                  |             | -           | -           | 39     | 1      |
| 2012-2013          | Cesena             | B                  | 30         | 3          | CI              | 1               | 1               | -                  | -                  | -                  | -           | -           | -           | 31     | 4      |
| Totale Cesena      | Totale Cesena      | Totale Cesena      | 54         | 3          |                 | 4               | 3               |                    | -                  | -                  |             | -           | -           | 58     | 6      |
| 2013-2014          | Ajaccio            | L1                 | 20         | 0          | CF+CdL          | 1+1             | 0               | -                  | -                  | -                  | -           | -           | -           | 22     | 0      |
| 2014-feb. 2015     | Modena             | B                  | 5          | 0          | CI              | 0               | 0               | -                  | -                  | -                  | -           | -           | -           | 5      | 0      |
| feb.-giu. 2015     | Brescia            | B                  | 7          | 1          | CI              | 0               | 0               | -                  | -                  | -                  | -           | -           | -           | 7      | 1      |
| 2015-2016          | Bari               | B                  | 21+1       | 0          | CI              | 1               | 0               | -                  | -                  | -                  | -           | -           | -           | 23     | 0      |
| 2016-2017          | Bari               | B                  | 31         | 1          | CI              | 1               | 0               | -                  | -                  | -                  | -           | -           | -           | 32     | 1      |
| 2017-gen. 2018     | Bari               | B                  | 9          | 1          | CI              | 2               | 0               | -                  | -                  | -                  | -           | -           | -           | 11     | 1      |
| Totale Bari        | Totale Bari        | Totale Bari        | 61+1       | 2          |                 | 4               | 0               |                    | -                  | -                  |             | -           | -           | 66     | 2      |
| gen.-giu. 2018     | Foggia             | B                  | 17         | 1          | CI              | 0               | 0               | -                  | -                  | -                  | -           | -           | -           | 17     | 1      |
| 2018-2019          | Foggia             | B                  | 15         | 2          | CI              | 1               | 0               | -                  | -                  | -                  | -           | -           | -           | 16     | 2      |
| Totale Foggia      | Totale Foggia      | Totale Foggia      | 32         | 3          |                 | 1               | 0               |                    |                    |                    |             |             |             | 33     | 3      |
| 2019-2020          | Juve Stabia        | B                  | 19         | 2          | CI              | 0               | 0               | -                  | -                  | -                  | -           | -           | -           | 19     | 2      |
| 2020-2021          | Catania            | C                  | 16         | 1          | CI              | 0               | 0               | -                  | -                  | -                  | -           | -           | -           | 16     | 1      |
| 2021-2022          | Juve Stabia        | C                  | 21         | 1          | CI-C            | 0               | 0               | -                  | -                  | -                  | -           | -           | -           | 21     | 1      |
| 2022-gen. 2023     | Juve Stabia        | C                  | 8          | 0          | CI              | 1               | 0               | -                  | -                  | -                  | -           | -           | -           | 9      | 0      |
| Totale Juve Stabia | Totale Juve Stabia | Totale Juve Stabia | 48         | 3          |                 | 1               | 0               |                    | -                  | -                  |             | -           | -           | 49     | 3      |
| gen.-giu. 2023     | Vis Pesaro         | C                  | 14         | 0          | CI-C            | -               | -               | -                  | -                  | -                  | -           | -           | -           | 14     | 0      |
| 2023-2024          | Vis Pesaro         | C                  | 23         | 0          | CI-C            | 0               | 0               | -                  | -                  | -                  | -           | -           | -           | 23     | 0      |
| 2024-2025          | Vis Pesaro         | C                  | 18+2       | 0          | CI-C            | 0               | 0               | -                  | -                  | -                  | -           | -           | -           | 20     | 0      |
| Totale Vis Pesaro  | Totale Vis Pesaro  | Totale Vis Pesaro  | 55+2       | 0          |                 | 0               | 0               |                    | -                  | -                  |             | -           | -           | 57     | 0      |
| Totale carriera    | Totale carriera    | Totale carriera    | 362+3      | 14         |                 | 16              | 4               |                    | -                  | -                  |             | -           | -           | 381    | 18     |

## Palmarès

### Club

#### Competizioni internazionali
- Lega Pro Prima Divisione: 1

Cesena: 2008-2009